# Kashiba
Kashiba (香芝市, Kashiba-shi) est une ville de la préfecture de Nara sur l'île de Honshū au Japon.

## Géographie

### Situation
Kashiba est située dans le nord-ouest de la préfecture de Nara.

### Démographie
En septembre 2022, la population de Kashiba s'élevait à 77 572 habitants (3 198 hab./km2), répartis sur une superficie totale de 24,23 km2.

## Histoire
Le bourg moderne de Kashiba a été créé en 1956. Il obtient le statut de ville en 1991.

## Transports
La ville est desservie par la ligne Wakayama de la JR West et les lignes Osaka et Minami Osaka de la Kintetsu